# Twig
Twig — компілюючий обробник шаблонів з відкритим сирцевим кодом, написаний на мові програмування PHP.  Синтаксис мови шаблонів Twig бере початок від рушіїв шаблонів Jinja і Django.  Ідею цього шаблонізатора розвиває і підтримує Fabien Potencier, провідний розробник і ідеолог фреймворку Symfony, в якому використовується Twig.

## Приклад
Цей приклад демонструє деякі базові можливості Twig.
```
{% extends "base.html" %}
{% block navigation %}
    
<
ul
 
id
=
"navigation"
>

    {% for item in navigation %}
        
<
li
>

            
<
a
 
href
=
"{{ item.href }}"
>

                {% if 2 == item.level %}
&nbsp;&nbsp;
{% endif %}
                {{ item.caption|upper }}
            
</
a
>

        
</
li
>

    {% endfor %}
    
</
ul
>

{% endblock navigation %}

```

## Дивись також
- Symfony
- Silex
- Jinja
- Smarty

## Виноски
1. ↑  Creating and Using Templates. Архів оригіналу за 9 травня 2021. Процитовано 16 травня 2021.